# Dasyvalgus annamensis
Dasyvalgus annamensis är en skalbaggsart som beskrevs av Miyake 1993. Dasyvalgus annamensis ingår i släktet Dasyvalgus och familjen Cetoniidae. Inga underarter finns listade i Catalogue of Life.